# Invisible Stories
Invisible Stories é uma minissérie de televisão singapurense criada por Jiyuan Ler e desenvolvida pela HBO Asia. A série estreou nos Estados Unidos para transmissão na HBO e HBO Max.

## Lançamentos
A série teve sua estreia mundial no Taipei Golden Horse Film Festival de 2019 e teve seus dois primeiros episódios, Lian e Chuan, exibidos no Festival Internacional de Cinema de Singapura de 2019 em novembro.

## Prêmios e indicações
Emmy Internacional 2020
1. Melhor Atriz para Yeo Yann Yann (indicada)[3]